# Déposition de Croix (Fiorentino, Volterra)
La Déposition de Croix  de  1521, est une peinture sur panneau, du  peintre  italien Rosso Fiorentino. Chef-d'œuvre du maître et du maniérisme, elle est  conservée au  musée civique et pinacothèque communale de Volterra.

## Histoire
Réalisée pour la Compagnia della Croce di Notte dans la Cappella della Croce di Giorno (it), adjacente à l'église Saint-François de Volterra, la peinture devint la propriété de la famille des comtes Guidi nouveaux propriétaires de la chapelle. Celle-ci supprimée en 1786, la toile fut transférée dans la chapelle San Carlo du Duomo. Elle devint la plus célèbre des peintures de la pinacothèque l'hébergeant ensuite par les écrits de Gabriele D'Annunzio (Forse che sì forse che no ) ou le film La Ricotta de Pier Paolo Pasolini. 

## Thème biblique
Le thème de l'iconographie chrétienne est celui de la Descente de croix, dite aussi de la Déposition du Christ ou, suivant les protagonistes présents dans la scène, de la Déploration ou de la Lamentation devant le Christ mort (évangile de Matthieu,  27, 45; 57). Le corps du Christ, mort sur la croix, est descendu du lieu de son supplice ; ses proches assistent en pleurs à la scène qui sera suivie de sa mise au tombeau.

## Description
Le corps de Jésus à la peau livide est déposé de la croix. Il est soutenu par plusieurs hommes, un lui tenant  les jambes par les genoux, les autres par les bras depuis plusieurs échelles aux barreaux bien visibles dont une est maintenue par un assistant vêtu d'un habit clair. Les deux personnages du haut s'invectivent pour la manœuvre manifestement difficile, le Christ ayant encore les pieds cloués sur le suppedaneum.
Au pied de la scène, à gauche,  le groupe des trois Marie soutient la Vierge avec  Marie-Madeleine, vêtu de rouge,  agenouillée et enlaçant ses jambes. Saint Jean en pleurs tourne le dos à la scène de la Descente de croix, sur la droite de la composition.
L'encadrement est  à haut cintré. Le fond comporte un ciel dégradé de bleu s'éclaircissant vers un paysage placé bas dans un horizon où l'on aperçoit au loin une soldatesque sur la droite.

## Postérité
Le tableau fait partie du musée imaginaire de l'historien français Paul Veyne, qui le décrit dans son ouvrage justement intitulé Mon musée imaginaire.